# Qianwei
Qianwei, tidigare stavat Kienwei, är ett härad som lyder under Leshans stad på prefekturnivå i Sichuan-provinsen i sydvästra Kina.